# Pistoleros de Puente Llaguno
Los pistoleros de Puente Llaguno es el término en Venezuela con el que se conoce al grupo de personas filmadas e identificadas el 11 de abril en 2002 disparando desde la Avenida Urdaneta de Caracas, en el homónimo Puente Llaguno, hacia la Avenida Baralt, donde estaba pasando una marcha de la oposición hacia el Palacio de Miraflores y donde se encontraba la Policía Metropolitana. El tiroteo resultó en la muerte de varias personas. Su retransmisión en el medio de comunicación local Venevisión es considerado como el detonante final de la crisis que desencadenó el golpe de Estado de 2002.

## Pistoleros
Entre los individuos identificados como los pistoleros se encuentran:
- Richard Peñalver
- Rafael Cabrices
- Henry Atencio
- Nicolás Rivera
- Amílcar Carvajal
- José Ávila Salazar
- Miguel Alfredo Mora

## Investigaciones
Richard Peñalver, Rafael Cabrices, Henry Atencio y Nicolás Rivera fueron imputados por los delitos de porte de arma de fuego, resistencia a la autoridad, intimidación pública y usos indebido de arma de guerra, pero el 3 de octubre de 2003 fueron absueltos el Tribunal Mixto Cuarto de Juicio del Circuito Judicial Penal del estado Aragua, un poco más de un año después de los sucesos.
Amílcar Carvajal, José Ávila Salazar y Miguel Alfredo Mora fueron imputados del homicidio del periodista Jorge Tortoza y por los delitos de homicidio calificado en grado de tentativa, intimidación pública y uso indebido de arma de fuego. Fueron juzgados en libertad por el juez Francisco Ramón Motta y fueron fugitivos por más de dos años. A pesar de esto, el juez les concedió la libertad después de estar detenidos por 48 horas. Por el contrario, el mismo juez negó que el comisario Iván Simonovis fuese juzgado en libertad.
Rafael Cabrices falleció el 30 de agosto de 2005 por un infarto, y Henry Atencio en mayo de 2017.Richard Peñalver intentó solicitar asilo político en España en 2018, el cual fue rechazado.